# Dargo (Burkina Faso)
Dargo ist sowohl eine Gemeinde (französisch commune rurale) als auch ein dasselbe Gebiet umfassendes Departement im westafrikanischen Staat Burkina Faso, in der Region Centre-Nord und der Provinz Namentenga. Die Gemeinde hat in 18 Dörfern 28.994 Einwohner.